# Uniciliatida
Ordre
Les Uniciliatida sont un ordre de chromistes de l'embranchement des Bigyra, et de la classe des Nanomonadea.

## Étymologie
Le nom Uniciliatida est composé de uni « un », et cilium « cil », en référence à la présence d'un cil unique sur cet organisme.

## Description
Les Uniciliatida sont des zooflagellés hétérocontes hétérotrophes dotés d'un seul cil postérieur glabre, mais pas de cil antérieur. 
Ils comprennent les familles des Incisomonadidae (« planeurs » non amiboïdes) et des Solenicolidae (« planeurs » partiellement amiboïdes)..

## Liste des familles
Selon AlgaeBase (10 septembre 2022) : aucune famille
Selon IRMNG (10 septembre 2022) et The Taxonomicon (10 septembre 2022)
- Incisomonadidae Cavalier-Smith & Scoble, 2013
- Solenicolidae Cavalier-Smith, 2013

## Systématique
Le nom correct complet (avec auteur) de ce taxon est Uniciliatida Cavalier-Smith, 2013.

## Publication originale
- (en) Thomas Cavalier-Smith et Josephine M Scoble, « Phylogeny of Heterokonta: Incisomonas marina, a uniciliate gliding opalozoan related to Solenicola (Nanomonadea), and evidence that Actinophryida evolved from raphidophytes », European Journal of Protistology, vol. 49,‎ 2013, p. 328-354 (ISSN 0932-4739, e-ISSN 1618-0429, lire en ligne, consulté le 18 mars 2025)